# 听邦树萝卜
听邦树萝卜（学名：Agapetes praestigiosa），为杜鹃花科树萝卜属下的一个植物种。